# Bombo
|  | No s'ha de confondre amb bombó. |

El bombo és un instrument musical de percussió, membranòfon, consistent en un tambor gros que es colpeja amb una maça, produint un so greu d'afinació indeterminada.
L'instrument va evolucionar des de la seva introducció a Europa al segle xviii per mitjà de les bandes geníssers fins als diferents tipus de bombo existents en l'actualitat: el bombo de concert, utilitzat en bandes de música simfònica, orquestres i en música de cambra; el bombo de marxa, utilitzat comunament per diverses agrupacions musicals en desfilades o esdeveniments a l'aire lliure; i el bombo de bateria, desenvolupat des de començaments de segle xx i present en la música de determinats gèneres, com rock, pop i jazz. Aquest darrer sol mesurar entre 18 i 22 polzades (angleses) de diàmetre, i es toca mitjançant un pedal especial que duu una maça. També s'utilitza a diverses formacions folklòriques americanes, amb diferents noms, com per exemple huancara a Bolívia, o Bombo legüero a l'Argentina per a executar diverses músiques folklòriques com huayno, carnavalito, chacarera, etc.
La invenció de les pells de plàstic va constituir un pas determinant en l'evolució del bombo, ja que va ajudar a augmentar la durabilitat dels pegats respecte als anteriors models fabricats amb pell, per bé que aquestes són encara apreciades per oferir una major qualitat de so.
El bombo posseeix un gran espectre dinàmic i poder sonor, i pot colpejar-se amb una gran varietat de maces i baquetes per aconseguir diversos matisos o efectes. A més, l'atac -o manera d'iniciar-se el so- i la ressonància -o vibració de l'instrument- influeixen en el seu timbre. Les tècniques d'execució inclouen diferents tipus de cop com el legato o staccato , igual que efectes com redobles, apagat, cops a l'uníson o notes de gràcia. Des dels seus orígens és a més habitual la seva ocupació al costat dels platerets.
La seva funció principal, en qualsevol formació, és la de marcar els temps forts i de vegades fa de baix. També s'utilitza per produir efectes sonors especials com imitar trons, trets o similars. Tot i que és un instrument gran es pot tocar en marxa com succeeix a les bandes. A l'orquestra simfònica descansa sobre un cavallet. Com a integrant de la bateria i a les bandes, el bombo està col·locat de costat, amb la membrana en posició vertical. A l'orquestra està inclinat.
En l'àmbit orquestral, el bombo va evolucionar cap a mesures notablement grans, fins a arribar a grandàries de més de dos metres de diàmetre, i se suspèn en un suport dissenyat per posicionar l'instrument lliurement. Per la seva banda, el bombo de marxa es va mantenir en mesures més petites, adequades per poder carregar amb l'instrument mentre és tocat, i es va beneficiar de la introducció del plàstic en els pegats per les seves millors condicions davant dels canvis atmosfèrics. D'altra banda, la invenció a principis de segle xx del pedal per colpejar el bombo va donar lloc al bombo de bateria, part fonamental de dit instrument.

## Composició

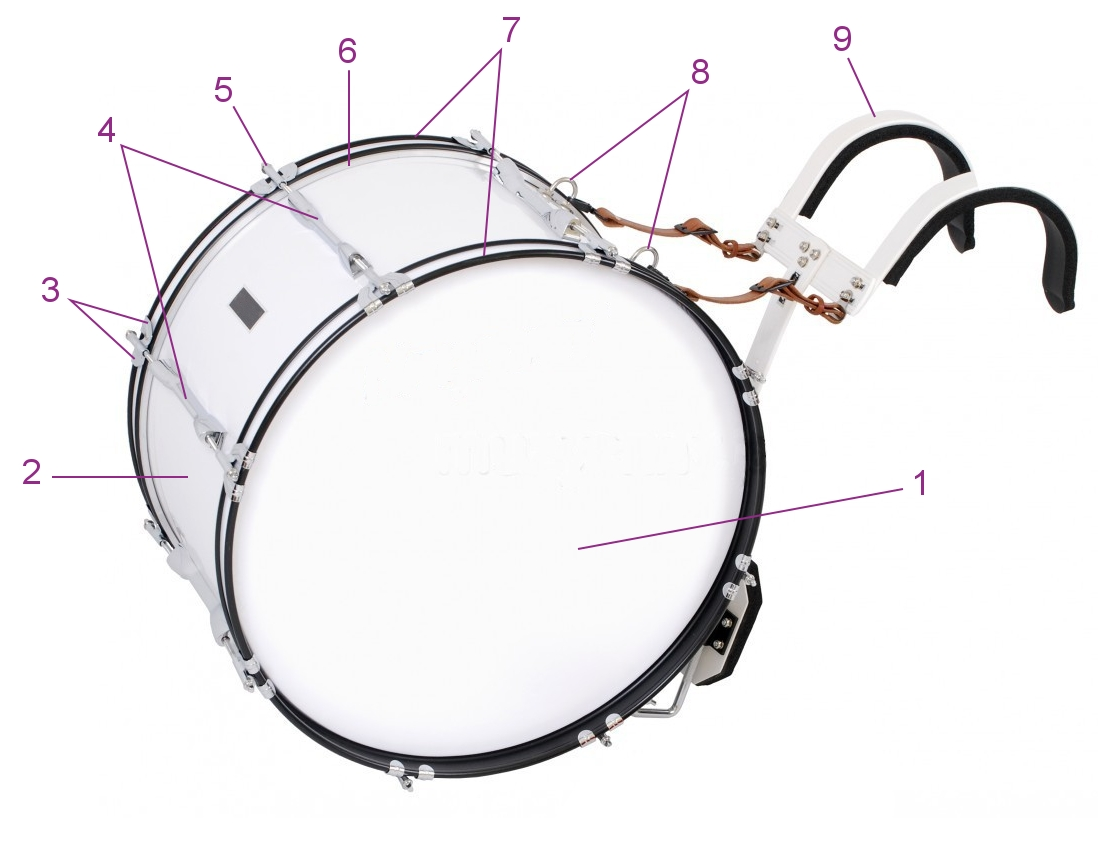
Components d'un bombo de marxa:
1. Pell o membrana
2. Casc o carcassa
3. Ganxo de tensió
4. Cavallet de tensió
5. Caragol tensor
6. Aro inferior
7. Anelles de tensió
8. Anelles de suspensió
9. Arnès

El bombo està format per una caixa de ressonància cilíndrica anomenada carcassa o casc, feta habitualment de fusta -ocasionalment també d'altres materials com fusta contraxapada o metall-, i dues pells estirades travessant els extrems oberts del casc. Cadascun d'aquestes pells es troba col·locada sobre un cèrcol inferior, els quals tenen un diàmetre lleugerament més gran que el casc. Un cèrcol de tensió situat sobre el cèrcol inferior s'adhereix amb unes subjeccions a on va muntat la carcassa, mitjançant unes palometes o claus que actuen com caragols de tensió. La tensió per mitjà de caragols (de 10 a 16 depenent de la mida de l'instrument) permet estrènyer les membranes de forma precisa.
Pel que fa a les pells, encara que s'han realitzat notables progressos en el desenvolupament dels models de plàstic, la qualitat de so d'aquests no pot reemplaçar a la dels de pell natural, per la qual cosa és habitual comptar amb l'ús dels últims a l'orquestra. Bombos més petits, com els utilitzats en la bateria o en música militar (especialment els usats a l'aire lliure), normalment compten amb pells de plàstic, les quals són més resistents a l'aigua i la humitat i tenen menys necessitats de manteniment. La pell que és colpejada -o pell batedora- és usualment més gruixuda que l'oposada -anomenada pell de ressonància o ressonadora-, si bé se solen fabriquen del mateix material.
En l'orquestra, el bombo és normalment suspès en corretges de cuir o goma, i fins i tot cables, en un suport especial que permet a l'instrument ser balancejat lliurement i col·locat en qualsevol angle o posició d'interpretació. És habitual a més que el suport disposi de bloquejos per a les rodes, per evitar que el bombo es mogui durant la interpretació. Algunes mides comunes de bombos simfònics són 36x16, 32x16 o 28x14 polzades.

## Història

### El tambor turc i la percussió militar

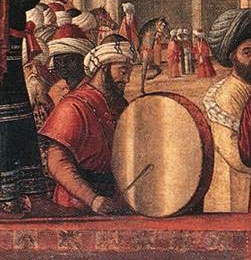
Detall d'una pintura de Vittore Carpaccio, de 1507, on es mostra un intèrpret otomà tocant un tambor que s'assembla a un davul.

Es coneixen evidències de l'existència de grans tambors de dos pells des de voltant de l'any 2500 a. C., a Sumèria. El bombo modern, tal com es coneix avui dia, no va evolucionar des dels diversos tambors que es trobaven escampats per tot el continent europeu en l'edat mitjana, sinó que és descendent del davul, un tambor turc amb dues pells tibades per cordes i utilitzat en les bandes de geníssers otomans dels segles XVII i XVIII. Per ser tocat, aquest instrument es penjava sobre el pit amb corretges gruixudes, el que feia més fàcil per als soldats transportar els seus instruments de batalla en batalla. Es colpejava un costat amb una baqueta corba de fusta, mentre que l'altre es percudia amb una vareta lleugera, el que produïa un so més alt i sec. S'utilitzaven sovint a més pegats de diferents pells, com cabra i xai, per distingir més els sons produïts. El davul produïa un so molt més greu que qualsevol altre instrument de l'època, i a causa del seu to característic eren usats àmpliament en la guerra i en combat, on es necessitava un so profund i potent per assegurar que les forces marxessin al pas correcte entre ells.
Els tambors turcs van arribar a Europa al segle xviii amb les tropes geníssares i les seves bandes militars, les quals mostraven un fort èmfasi en la percussió. No es va trigar a intentar integrar aquest so en les bandes militars europees, on a la recerca de més presència i sonoritat el nombre d'integrants s'estava ja veient augmentat amb nous instruments de vent com oboès, clarinets, trompes i fagots.

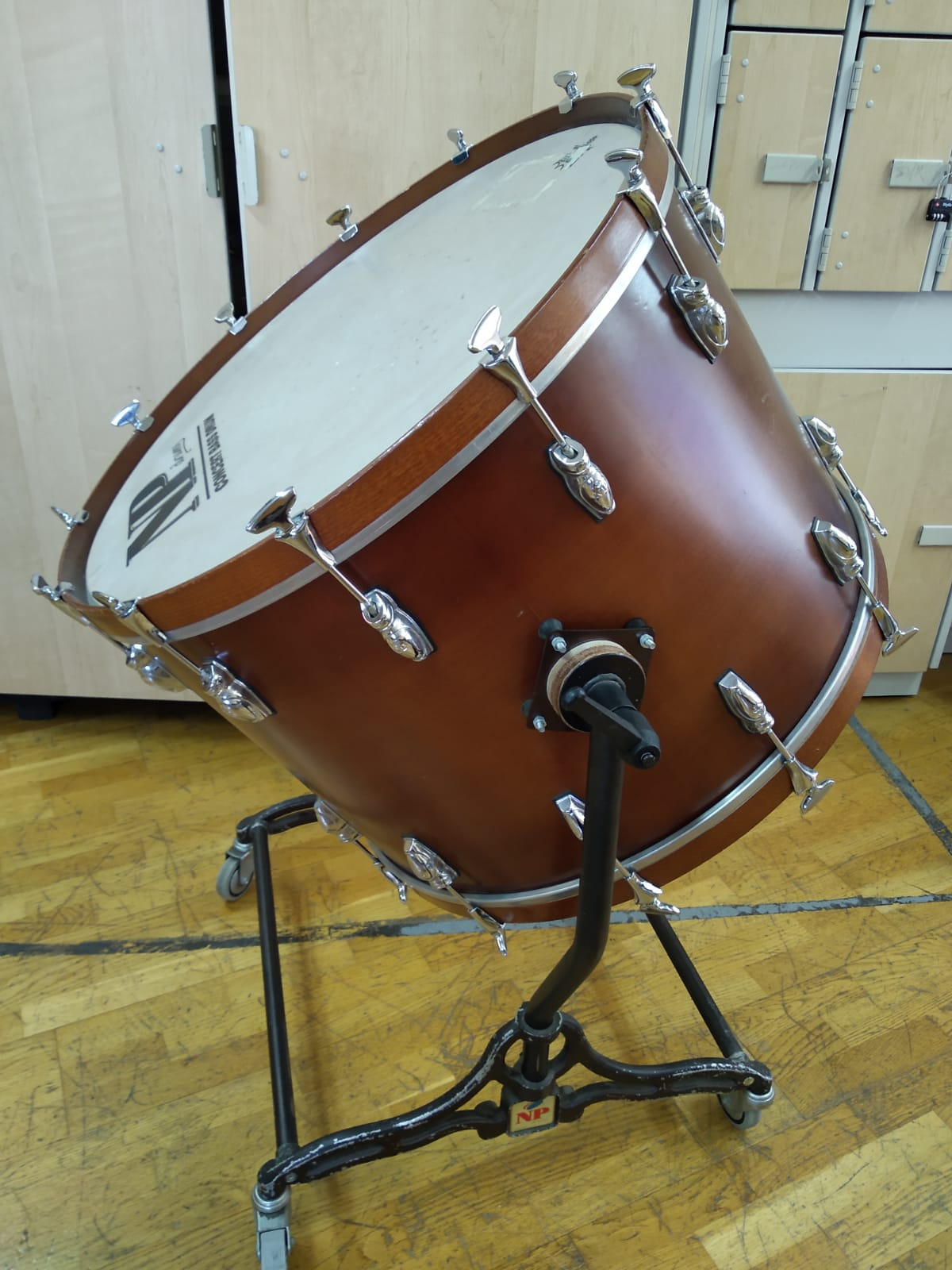
Bombo de cambra de la marca NP

### El període clàssic: inclusió en l'orquestra
Les bandes dels geníssers es van tornar molt populars a les corts d'Europa, ja que el seu so -produït per la combinació de tambors, platerets i triangle- es percebia exòtic, així com la mida dels tambors i la forma de tocar-los i portar-los. Al llarg de la segona meitat del segle xviii la música turca es va anar introduint en l'orquestra -especialment en les obres operístiques- per aconseguir usualment un to exòtic o militar en les composicions, referit comunament com alla turca. Gluck es va aventurar amb alguns dels primers usos del bombo, com a recurs estilístic a Le cadi Dupe  (1761), i l'any 1764 en la seva obra Els pelegrins de la Meca. Mozart, usant bombo, platerets i triangle, va emprar també la instrumentació de la música turca a  Die Entführung aus dem Serail (El rapte al serrall) , de 1782, així com Haydn en la seva música incidental per a la tragèdia Zara de Voltaire (1777). El mateix compositor va fer servir aquesta instrumentació per suggerir ambient militar en la seva Simfonia Militar (1794), com també Beethoven en alguna de les seves últimes composicions, com en el «Finale» de la seva Novena Simfonia (1823).

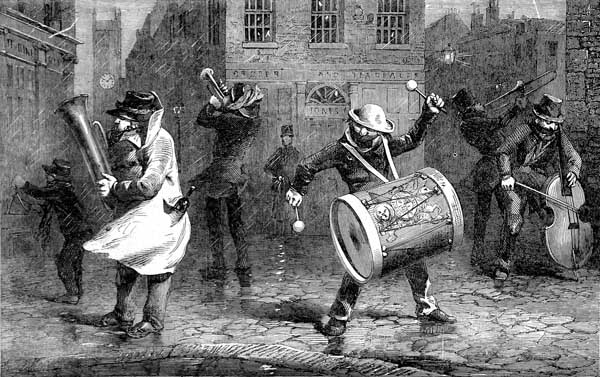
Il·lustració de l' Illustrated London News de l'any 1853, on es mostren diversos músics tocant en un carrer, un dels quals porta un dels anomenats long drum.

A mesura que l'instrument es va introduir en la música europea, les seves proporcions van anar canviant, i va començar a existir en dues formes, ambdues de dues pells: d'una banda el model conegut fins a principis del segle xix com «tambor turc», el qual conservava la poca profunditat de casc i un gran diàmetre; i d'altra banda els anomenats long drum (literalment «tambor llarg»), els quals es van popularitzar a Anglaterra, tant en l'àmbit militar com en l'orquestral, i comptaven amb una profunditat de casc molt més gran que el diàmetre de les pells (tot just un parell de peus de diàmetre però almenys tres de profunditat), d'aquí el seu nom.
A l'instrument se li donava cops seguint usualment la tècnica turca, amb baqueta ganxuda sòlida en una pell i una vareta lleugera en l'altre, o en el casc. En els exèrcits europeus, la vareta es va reemplaçar per un switch -similar a una baqueta petita i feta de branquetes de bedoll -, i l'instrument era utilitzat majorment per controlar el temps, ajudant a mantenir a la banda sincronitzada en el ritme, així com per determinar la velocitat de la marxa militar o facilitar una parada completa mitjançant un doble cop al final d'una frase. L'intèrpret solia, a més, lligar les baquetes als seus canells mitjançant un cordill, de manera similar a com feien els primers intèrprets de  kettledrums, per facilitar a girar com a espectacle.
A l'orquestra, l'instrument es col·locava habitualment en posició horitzontal sobre una base. Per diferenciar els dos cops, en les partitures de l'època s'utilitzava la posició de les pliques: cap amunt, cap avall, i fins i tot les dues. Aquest mètode, utilitzat normalment de forma posterior per a indicar la combinació de bombo i platerets, indicava que la nota havia de ser tocada amb baqueta i canya simultàniament. Sobre això, Julius Rietz va comentar en 1868: «Les notes dobles al bombo són avui dia inexplicables per a molts. Hauria d'indicar que aquest instrument es donava cops en els dos costats: en el costat dret amb la baqueta de fusta, i al costat esquerre amb la baqueta de bedoll (ruthe). Les notes que són situades cap per amunt (els cops més ràpids) pertanyen a la baqueta de bedoll, i les més baixes a la baqueta de fusta.» Les notes a la part forta del compàs s'executaven amb la maça sòlida, mentre que en la resta de polsos febles s'emprava la baqueta petita, que proporcionava un efecte semblant al de les baquetes actuals en el jazz. En un típic compàs de 4/4 en la música militar de l'època, es produïa un so resultant thump-Chack-Chack-Chack, completament diferent del modern boom-boom -boom-boom, que és menys rítmic causa de la seva ressonància, però plaga les representacions de Mozart i Haydn.

### El període romàntic: evolució en la seva ocupació
A causa del seu millor so, el tambor de poc fons va anar substituint al més profund i cilíndric, i es va començar a utilitzar de forma més freqüent en les composicions orquestrals. L'ús del bombo en les òperes del segle xix va facilitar la inclusió de l'instrument a l'orquestra romàntica, i va comportar que el bombo fora perdent, amb el pas el temps, el seu to exòtic. Cap a mitjans del segle xix, el bombo formava ja part habitual -juntament amb les timbales i el tambor militar - dels conjunts orquestrals. La utilització de maces encoixinades per al bombo va començar també a ser usual; l'italià Gaspare Spontini, en la seva òpera La vestale de 1807, va ser probablement el primer compositor a requerir que l'instrument fos colpejat amb baquetes cobertes amb feltre.

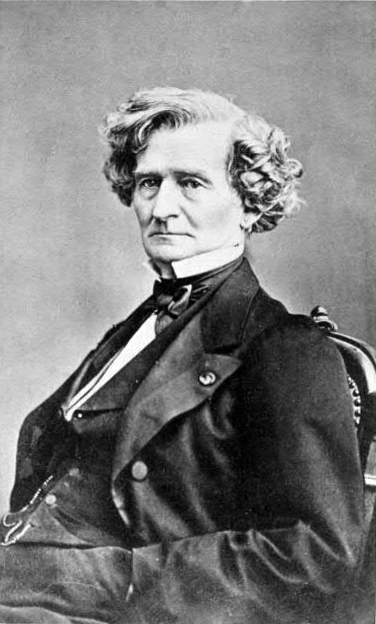
Berlioz es va mostrar crític amb la combinació de platerets i bombo.

En les interpretacions contemporànies del període romàntic, els platerets es tocaven usualment de forma conjunta amb el so ombrívol i amenaçant del bombo, que únicament solia rebre seqüències simples de cops. Les notes de plat eren una part integral de la interpretació pràctica i no s'escrivien usualment en la partitura, la qual cosa deixava a interpretació quan els dos instruments havien de ser utilitzats conjuntament o no. Rossini, quan escrivia per a gran cassa i Piatti, generalment ho feia a la manera moderna en una única línia, tot i que en la seva obra Il turco in Italia de 1814 la gran cassa ve indicada amb el primer cop sota la línia i el segon, tercer i quart cop sobre ella. Això és segurament no un cop de bombo seguit de tres de plat sinó que probablement indica la maça turca seguida de switch, a la manera de l'antic estil alla turca. En múltiples òperes de Rossini, com per exemple en les obertures de L'italiana in Algeri i Tancredi, totes dues de 1813, així com posteriorment amb Armida i Guillem Tell, aquest demanda simplement Banda Turca. L'ús de bombo i platerets és notori en òperes de Verdi, com Rigoletto (1851) i La Traviata (1853), on llevat que es requerís Cassa sola (en contraposició a Gran Cassa) es pressuposava una feina conjunta. Sovint, alguns compositors de la Òpera de París escrivien les parts de plat i bombo per ser interpretades també per un sol músic. Per aconseguir la interpretació simultània, s'acoblava un plat al casc del bombo, mentre que el músic sostenia l'altre plat amb una mà, i la maça de bombo en l'altra. Altres vegades, els instruments eren tocats per intèrprets diferents, ja que la sonoritat de tots dos instruments es ressentia en ser tocats per un sol músic.
La moda de l'ús simultani de platerets i bombo va aconseguir tal punt que Berlioz, l'any 1843, va arribar a protestar en el seu Gran tractat d'instrumentació i d'orquestració modernes per la forma en què alguns compositors empraven aquesta pràctica, la qual considerava que estava sent subjecta «al més atroç abús»: la grosse caisse (literalment, «tambor gran») -com se solia anomenar a l'instrument a causa de les seves enormes proporcions- estava sent usada per «novells en l'art, famolencs d'efectes» que únicament buscaven impressionar «a través de pompositat orquestral i efectes potents» en detriment de l'atractiu musical. Molts compositors, afegia, arruïnaven tot «amb el seu continu  thump, thump, thump , anul·lant el so de l'orquestra i exterminant les veus, per la qual cosa no hi ha melodia, harmonia, patrons musicals ni expressió». El compositor va arribar a apuntar que l'ús de bombo sota un ritme regular, com el primer cop de cada compàs, conduiria inevitablement a alentir l'orquestra causa del fet que el percussionista usualment toca després del temps. Berlioz també considerava intolerable la interpretació conjunta per un únic músic, ja que el to del platet perdia en qualitat, amb un soroll «com si un deixés caure un sac ple de ferros vells i vidres trencats. […] Com a molt serviria per acompanyar micos dansaires, joglars, empassa-sabres i menja-serps en llocs públics i les places urbanes més brutes». Remarcava com pot de valuós ser el bombo quan està ben escrit, i va descriure el seu propi ús en la Simfonia fantàstica de 1830, on arriba a demanar un redoblament per bombo executat per dos intèrprets amb baquetes de timbal. El primer redoblament -o trémolo- per a ser executat per un únic percussionista apareix probablement a  El que s'escolta a la muntanya  (1849), de Franz Liszt. Aquest efecte, usat també eficaçment per Wagner, va ser requerint-se en obres com ara L'aprenent de bruixot (1897) de Dukas, L'ocell de foc (1910) de Stravinski o El forn de les feres(1966) de Britten.

### Establiment
Si bé el model més comú a principis del segle xix era encara el tambor turc o el long drum, al Regne Unit va començar a proliferar un altre model de bombo, anomenat gong drum, d'una sola pell i el to es considerava millor que el del bombo usual de dues pells. No és, però, habitual trobar partitures on s'especifiqui l'ús de gong drum, llevat d'excepcions com l'òpera  Taverner  de Peter Maxwell Davies. Com que en aquests models s'utilitzava un sistema de tensió amb perns de ferro -en lloc de l'habitual sistema per cordes- la tensió era més fàcil de controlar, encara que es tractava d'un sistema més laboriós. Per a obres com el  Rèquiem  de Verdi, on el compositor sol·licita que les cordes estiguin ben tensades per als cops  sec i molto forte del «Dies irae», però afluixades per a les notes ppp al «Mors stupebit», es tractava d'un sistema menys apropiat, si bé pot interpretar-se mitjançant l'ús de dos instruments. Toscanini solia a més demanar un bombo molt gran per les seves interpretacions d'aquesta peça, amb el bombo col·locat de la manera en què Berlioz demanava per -entre altres- el seu  Simfonia fantàstica.

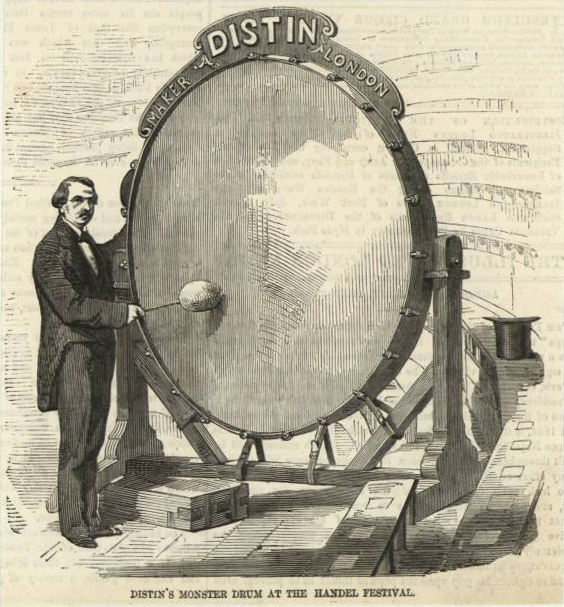
El monster drum de Distin va realitzar la seva estrena a Londres, l'any 1857, amb motiu d'un festival.

De fet, existia sovint una demanda de bombos orquestrals més grans, en recerca d'un major volum de so. Henry Distin es va fer càrrec d'aquesta inquietud quan la marca Messrs. Distin va produir i va patentar l'any 1857 el seu Monster Bass Drum (literalment, bombo monstruós), un gong drum el qual es va considerar durant molt de temps com el bombo més gran de món. Tenia una alçada total d'uns vuit peus -sent la pell d'uns 7 peus de diàmetre (gairebé 2,5 metres) - i un cèrcol amb 30 peces de sosteniment encadellades. La pell, d'uns 7 mil·límetres de gruix, sembla que es va fabricar a partir de la pell d'un bou guanyador d'un concurs de ramaderia, si bé altres fonts afirmen que es va importar pell de búfal. Més tard, el 1956, Gerard Hoffnung fabricaria un bombo enorme per al seu primer Hoffnung Music Festival tant, que va caldre desarmar les portes del Royal Festival Hall perquè cabés, però va resultar ser només visualment efectiu, amb un to exigu. En realitat, la mida poc té a veure amb la qualitat de so de l'instrument, i models petits de bombo poden proporcionar una gran qualitat de so.
A mitjan segle xix, el sistema de tensió per caragols va anar reemplaçant al de tensió per cordes que s'havia utilitzat fins al moment. El casc ja no es fabricava únicament de fusta, sinó també de llautó o alumini. Així mateix, la tècnica d'execució va ser evolucionant, i en l'àmbit orquestral es va començar a colpejar realitzant un cert arc ampli cap avall. Tot i les objeccions de Berlioz, l'ús d'un plat fixat al casc del bombo perquè pogués ser colpejat per l'altre plat pel mateix intèrpret es va convertir en pràctica comuna al llarg del segle xix i en el segle xx, especialment per bandes militars en concerts. Mahler a vegades va arribar a requerir això com estil militar. També Mahler va requerir l'ús de la tradicional baqueta de bedoll en les seves simfonies, al cèrcol de fusta al scherzo de la seva Segona Simfonia i de la manera tradicional en la seva Setena Simfonia, de nou diferenciant la posició de les pliques. Balakirev va utilitzar aquest mateix sistema de notació a Tamara, per indicar el cop alternatiu en les dues pells de l'instrument.
En l'orquestra moderna, el bombo és habitualment suspès d'un marc que permet a l'instrument balancejar-se lliurement i ser col·locat en qualsevol angle per ser colpejat. Ocasionalment, també es pot posar sobre una plataforma especial, amb les pells de l'instrument perpendiculars a terra. La profunditat de casc sol i oscil·lar entre 35 i 55 centímetres, mentre que el diàmetre de les pells varia comunament entre 70 i 100 centímetres. En les partitures orquestrals, el bombo s'ha convertit, juntament amb els platerets, en l'instrument de percussió més utilitzat després dels timbals.

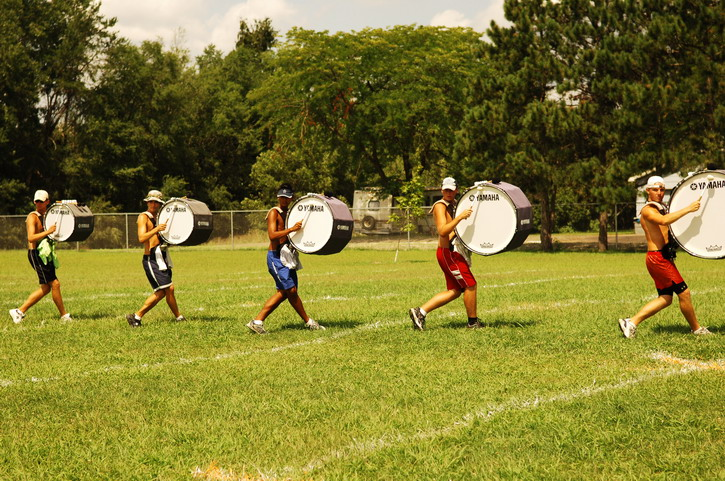
Set de bombos d'una marching band.

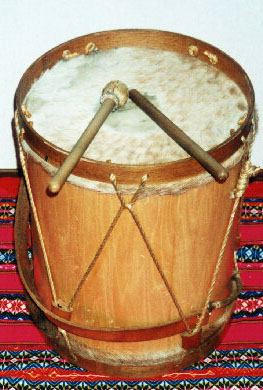
Bombo legüero argentí

Fora de l'àmbit orquestral, els bombos -tensats o bé per cordes com en les bandes militars, o mitjançant varetes metàl·liques- s'havien mantingut per contra en unes dimensions menors. Un dels propòsits de la utilització de bombos de poca grandària era la recerca de sons més breus i secs, i ritmes més tallants. En les bandes militars, les quals s'havien vist incrementades en grandària i més reglamentades, el bombo mantenia la seva popularitat, però la utilització en general de models de mides inferiors als simfònics obeïa a més a raons logístiques, en nom de la portabilitat de l'instrument. Al començament del segle xx, aquells amb tensió per corda de les bandes militars tenien típicament unes mesures de 75 centímetres i 15 de profunditat, se solien portar sobre el pit penjat mitjançant corretges creuades -tal com encara se segueix utilitzant, i com ja es feia servir des de l'època dels long drum anglesos- i eren copejats en totes dues pells. Els bombos de marxa compten modernament amb unes dimensions que usualment oscil·len entre 14 i 30 polzades de diàmetre i una profunditat de 10 a 18 polzades. L'instrument, subjecte mitjançant corretges o un arnès a les espatlles, exerceix en aquest àmbit primordialment la funció de marcar el temps de la banda. Poden aconseguir-se, però, altres usos variats, com en el cas de les marching bands, on la utilització de sets de bombos de diferents mides permet mantenir frasejos melòdics.

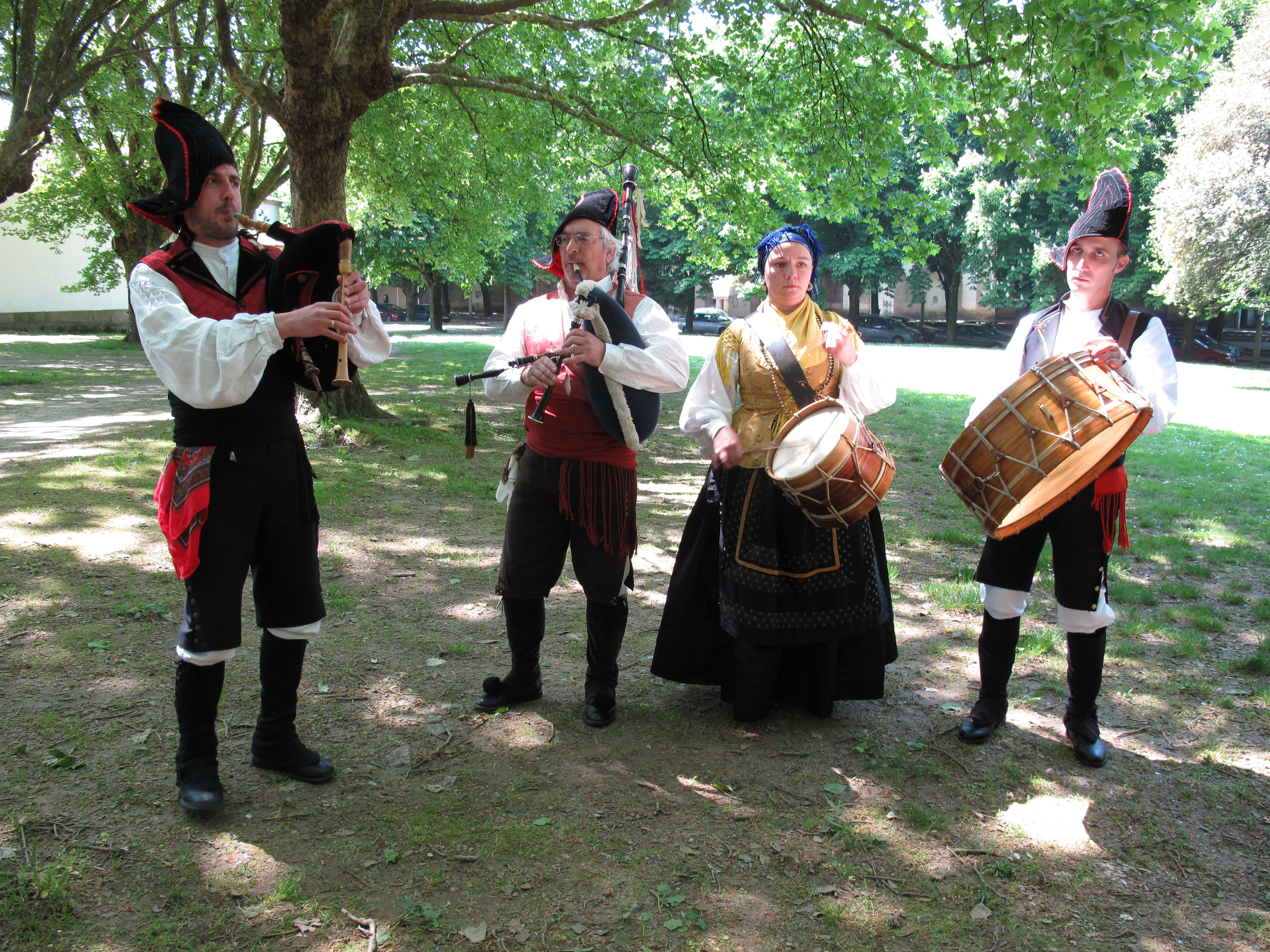
Agrupació tradicional gallega, amb gaita, tambor i bombo.

En l'àmbit popular, el bombo va evolucionar de diverses formes -sovint conservant la tensió per cordes-, i se'n va anar utilitzant tradicionalment com acompanyament d'altres instruments, com ara gaites o dolçaines. A Llatinoamèrica tota la informació referent a bombos, caixes i altres (membranòfons) és posterior a l'arribada dels espanyols a Amèrica. És per això que els bombos populars Llatinoamericans compten amb gran influència dels tambors i tradicions indígenes. Alguns exemples són el bombo legüero a Argentina, la zabumba del Brasil, o les tambores de Mèxic i la tambora colombiana. A Espanya persisteixen les tradicionals tamborrades, on toquen agrupats gran quantitat de bombos i altres tambors populars. També, a Irlanda del Nord, hi ha l'instrument anomenat lambeg drum, associat a actes de l'Orde d'Orange..
Per la seva banda, els bombos utilitzats a principis de segle xx a les orquestres de ball solien utilitzar tensió per caragols i eren una mica més petits que els de marxa, d'uns 60 centímetres de diàmetre, encara que prou amples per a col·locar un suport (trap tray) sobre de lbombo. L'instrument estava situat a terra, mentre que l'intèrpret es col·locava assegut en un tamboret. Progressivament, es van anar muntant sobre el casc del bombo instruments com platerets, esquelles, tom-toms o petits instruments d'efectes, i a aquesta combinació d'elements, acompanyats de caixa i charles, se li va començar a conèixer com bateria.

### Evolució de les pells

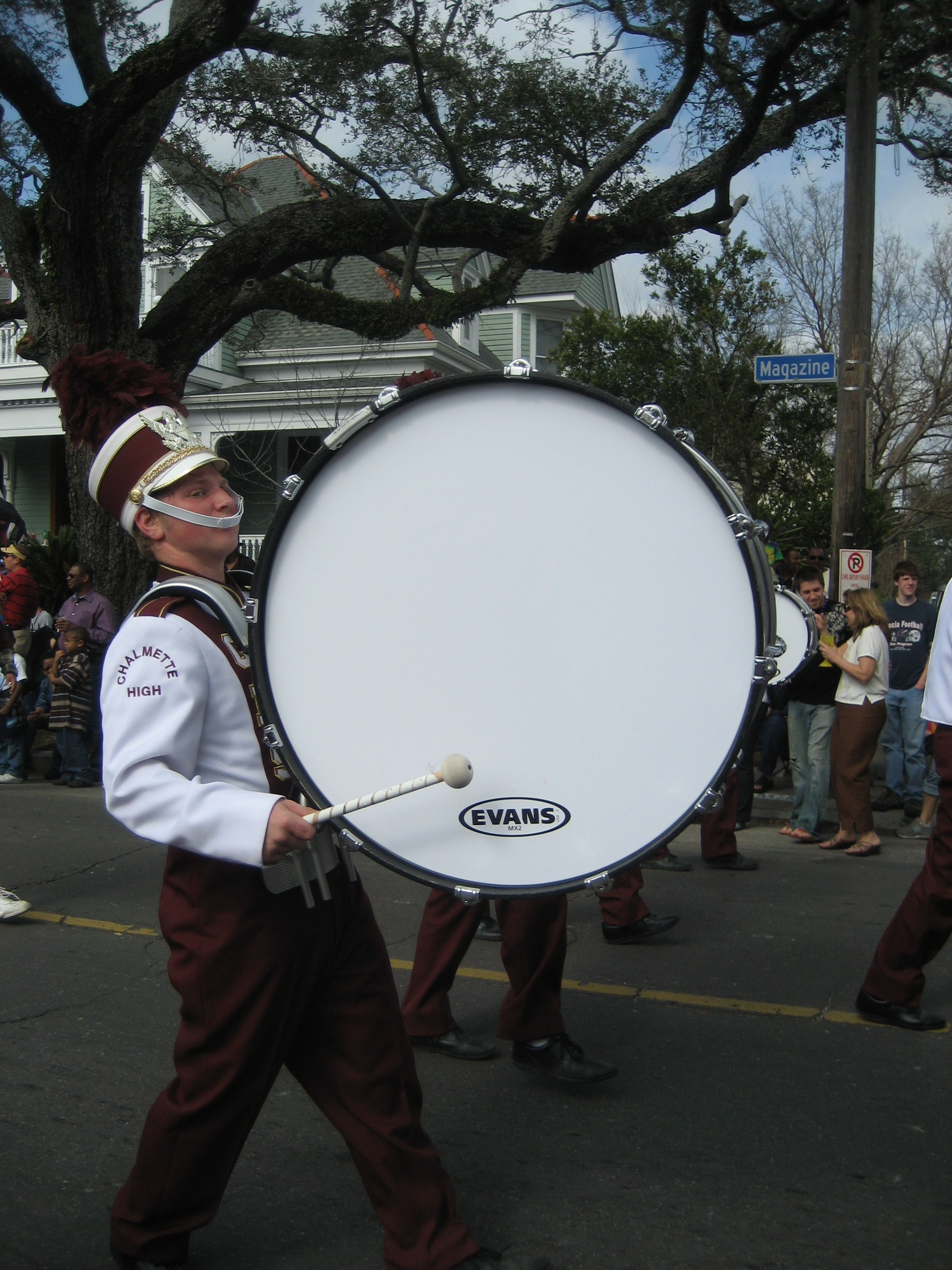
Músic tocant un bombo amb pell de Mylar en una desfilada.

De forma tradicional, per a la construcció de les pells de tambor s'utilitzaven pells principalment de vedella, les quals són més fines i resistents que les de vaques adultes; també s'utilitzaven altres tipus de pell, com de cabra, cavall, i fins i tot ruc, que són igual d'apropiades però encara més difícils d'adquirir. A l'ésser la pell un material higroscòpic és a dir, que tendeix a absorbir la humitat de l'aire o a desprendre'n quan està sec -, aquestes pells es tornen pràcticament inutilitzables quan hi ha molta humitat en l'aire, ja que es queden fluixes, pesades i destensades, en detriment del so de l'instrument. Per contra, en un ambient massa sec es tensen en excés i fins i tot arriben a pelar-se i trencar-se. En estar exposades les pells a les influències d'agents atmosfèrics, aquest problema era especialment greu per a les seccions de percussió de les bandes que tocaven a la intempèrie.
Es van realitzar alguns intents de construcció de pells amb diferents materials -com ara una patent del segle xix de pell feta de drap saturat en acetat de cel·lulosa -, però cap d'aquestes idees va tenir realment èxit en l'afany de substituir la pell natural com a material per fabricar les pells dels tambors fins a l'arribada a la dècada de 1950 dels models sintètics de Mylar, els quals no es mostraven afectats per les condicions climàtiques.
La introducció del Mylar va provocar el declivi de l'ús de les pells naturals en els instruments usats en la música de ball i militar a causa també a altres factors com el seu cost o el seu volum. La música estava canviant a finals de la dècada de 1950; fins llavors, les formes musicals havien tingut relació amb el swing i tendien cap al rock & roll i el rythm & blues. Aquests estils demandaven més sonoritat, acompanyant la introducció d'instruments com la guitarra que s'havien vist evolucionats des del seu disseny acústic tradicional. Els tambors de pell, la màxima qualitat l'ofereixen a volums mig-baixos, no podien competir en volum amb la resta d'instruments amplificats, i la seva durabilitat es veia ressentida en ser usats en aquestes circumstàncies. L'aparició del Mylar, bastant més barat que la pell, va facilitar també que les mateixes companyies musicals fabriquessin les pells de tambor elles mateixes, podent així controlar millor la producció i deslligar-se dels productors de pell animal. Les empreses pioneres en la utilització d'aquest material - Evans Drumheads i Remo - van passar a dominar el mercat, mentre que algunes empreses fabricants de pell natural de tambor van desaparèixer o es van dedicar a la indústria pelletera, i altres, com Ludwig o Slingerland es van reconvertir al nou material. Per la seva banda, l'ús de pell natural segueix present àmpliament en l'àmbit orquestral, ja que aquests són capaços de produir una major qualitat sonora que la de les pells de plàstic.

### El bombo de pedal

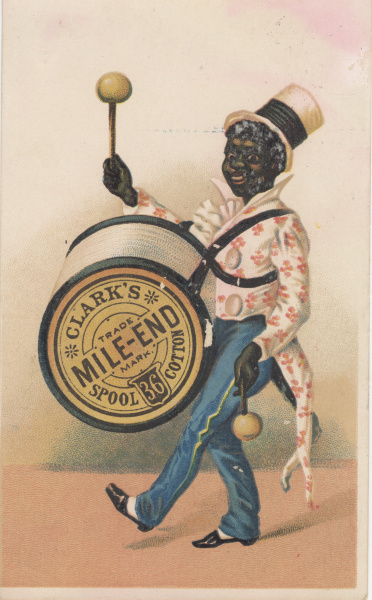
Un músic de raça negra toca un bombo de marxa. Caricatura de començaments del

Després de la Guerra Civil nord-americana, en els estats meridionals -i especialment a Nova Orleans - van sorgir certes bandes compostes predominantment per músics de raça negra i constituïdes inicialment com a banda per funerals. Aquestes agrupacions incorporaven instruments com cornetes, trombons i clarinets, provinents sovint de la guerra entre estats, i incloïen diversos percussionistes per tocar caixa, bombo i platerets, els quals es veien usualment acoblats al bombo. Els bombos mesuraven unes 20 o 30 polzades de diàmetre, mentre que les caixes feien servir tensió per cordes, típiques de les marching bands de regiments.

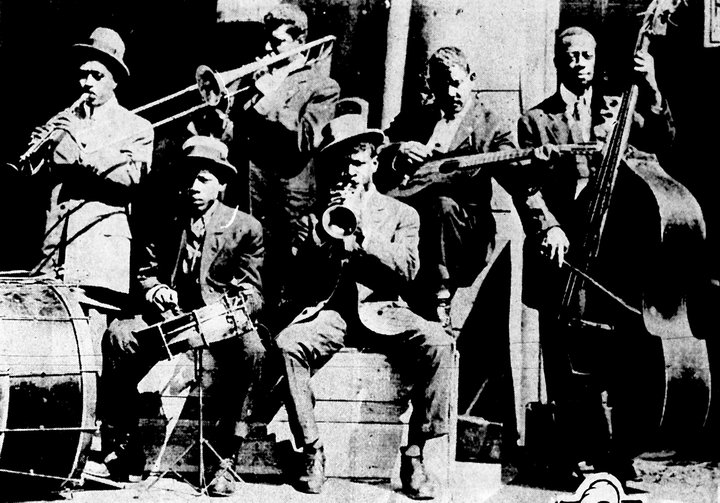
Banda de Nova Orleans al començament del

A la fi del segle xix, aquestes bandes van començar a realitzar espectacles en interiors, proporcionant entreteniment per a balls, festes, i diversos esdeveniments socials com vodevils i obres de teatre. Algunes agrupacions van començar a tornar-se sedentàries, orientant-se únicament per a entreteniment en interiors, on s'utilitzaven bombo, caixa i platerets, però també instruments de percussió accessoris o per diversos efectes de so. La necessitat de dos o més percussionistes va disminuir: cada músic requeria una paga i ocupava espai en el limitat espai disponible, de manera que a la recerca d'economització s'esperava que un únic intèrpret toqués diversos instruments, idea a partir de la qual va començar a originar el concepte de bateria. La caixa, recolzada en un suport i en una posició inclinada apropiada per l'adherència tradicional de marxa, va passar a col·locar-se suficientment a prop del bombo perquè un sol músic pogués tocar dos instruments simultàniament. Aquesta tècnica, anomenada double drumming, involucrava coordinar les mans per tocar les dues parts, el bombo posicionat a la dreta de l'intèrpret, un petit platet turc muntat sobre el bombo i un ús del doble cop, i va esdevenir una marca característica del jazz a les següents generacions.

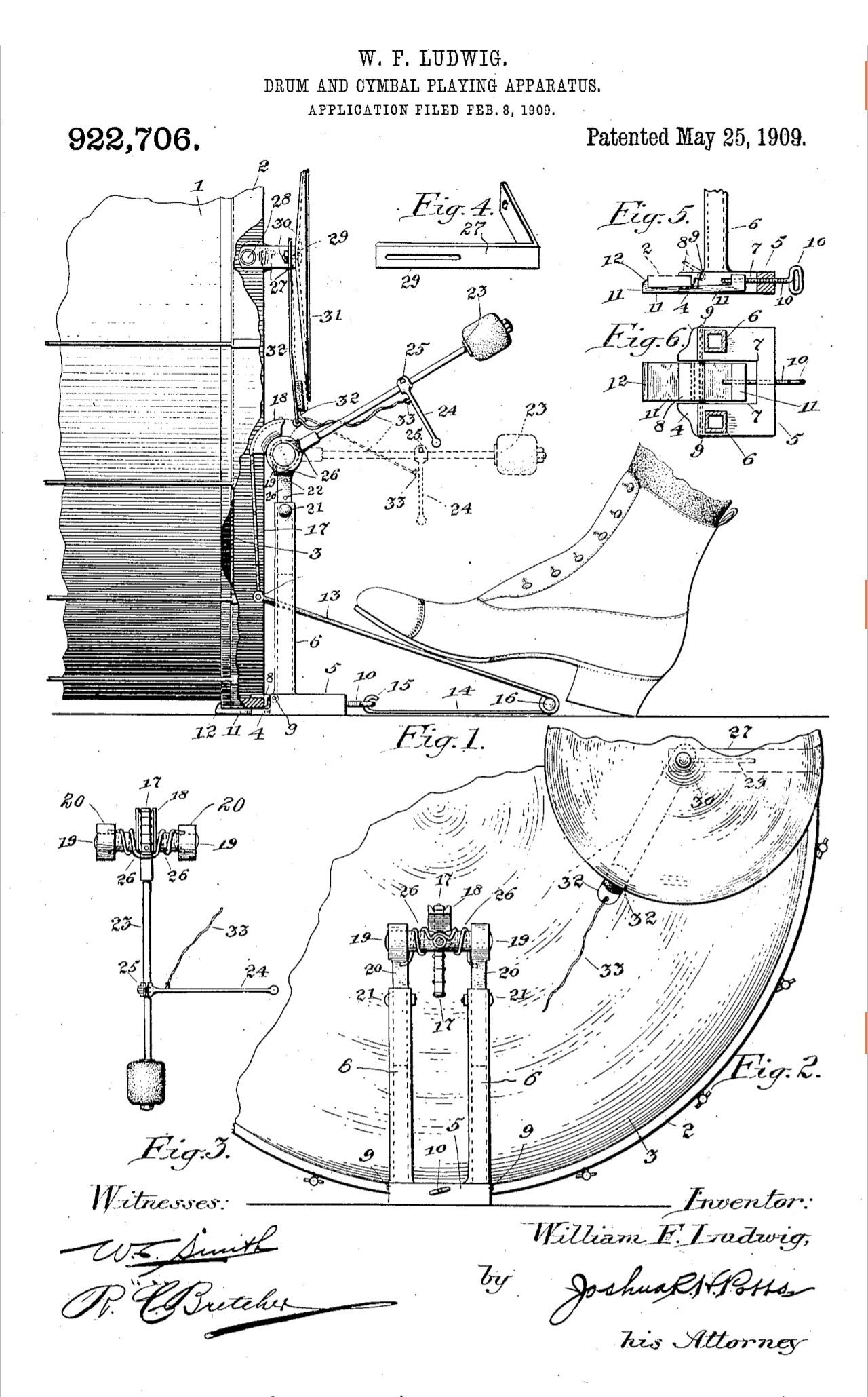
Detall de la primera patent de pedal de William F. Ludwig.

No obstant això, molts intèrprets van trobar el double drumming limitat i van centrar els seus esforços a desenvolupar mètodes per alliberar les mans i poder tocar ritmes en la caixa mentre tocaven amb el peu el bombo, col·locat a terra de forma tal que les pells estiguessin de forma vertical. A la dècada de 1890 es va experimentar amb diversos models de pedals per a bombo, un dels quals incloïa un dispositiu que donava cops un petit plat adossat al bombo simultàniament en colpejar la pell del bombo, emulant el so tradicional de bombo i platet en la marxa. En general, aquests dispositius comptaven amb complicats sistemes de moviment de punta i taló per colpejar la pell i fer tornar al pedal a la seva posició inicial. Alguns d'aquests models es mostraven en la forma usual, subjectes a l'anella inferior del bombo, mentre que altres penjaven des de dalt del bombo units per una corda a un pedal posicionat a terra. Altres mecanismes no comptaven tan sols amb cap pedal, i estaven formats per una corda lligada directament a la sabata del músic. Aquests models inicials, a més de ser voluminosos i enutjosos, es mostraven una mica limitats, sent poc capaços d'executar adequadament figures musicals senzilles com les negres.
William F. Ludwig, un emigrant alemany que tenia un lloc de percussionista en un teatre de Chicago, va decidir crear l'any 1909 el seu propi pedal, al no sentir-se satisfet amb el model de fusta que utilitzava per tocar els emergents ritmes de jazz i ragtime. Ludwig va fabricar el primer model de pedal realment útil, el qual permetia tocar el bombo de manera més ràpida, precisa i còmoda. El model no va trigar a popularitzar-se, i va començar a ser produït en massa en metall sota la signatura Ludwig and Ludwig.

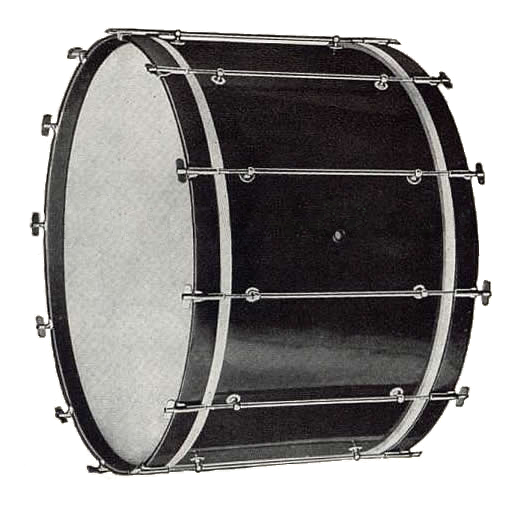
Model de bombo dissenyat per Ludwig & Ludwig l'any 1919, fabricat en caoba i amb tensió separada.

Els bombos que s'usaven en bateries de les primeres dècades del segle xx tenien unes mesures de 28, 30 o 32 polzades de diàmetre, i unes 14 o 16 polzades de profunditat. No tenien cap sistema apagador, i portaven uns esperons subjectes a les anelles per mantenir en el seu lloc l'instrument. El pes dels models -fabricats en fusta sòlida habitualment d'auró, noguera o caoba - garantia la seva estabilitat. l'ús de bombos d'aquestes mesures era adequat en actes a l'aire lliure en què no hi havia amplificació i es necessitava gran volum, però els bateries requerien però kits més compactes per facilitar el trasllat dels instruments i el seu ús en locals tancats. A la recerca de solucions, diverses companyies van començar a intentar convertir el bombo en un estoig contenidor, i fins i tot l'any 1917, William A. Barry va patentar un model de bombo plegable de xapes d'alumini de 28 per 14 polzades, el qual podia doblegar-se en quatre parts i ser empaquetat ordenadament en una funda el·líptica. A la dècada de 1920, altres companyies van seguir aquesta mateixa direcció amb el llançament d'alguns models plegables més, encara que en general aquests bombos no van aconseguir massa durabilitat.
A partir de la dècada de 1930, es va dur finalment a terme una important reducció en la grandària dels bombos, així com la introducció de ferramentes més lleugeres. Tot i que no s'havien realitzat grans canvis en el disseny de l'instrument -exceptuant l'arribada de la doble tensió en lloc de la tensió simple o per glans de tub-, el disseny personalitzat de pells pintades a mà havia cobrat d'altra banda certa importància. Això servia com a mitjà per atreure atenció sobre l'instrument, que en aquells dies complia bàsicament amb la funció de marcar i mantenir el temps amb figures senzilles com negres regulars.

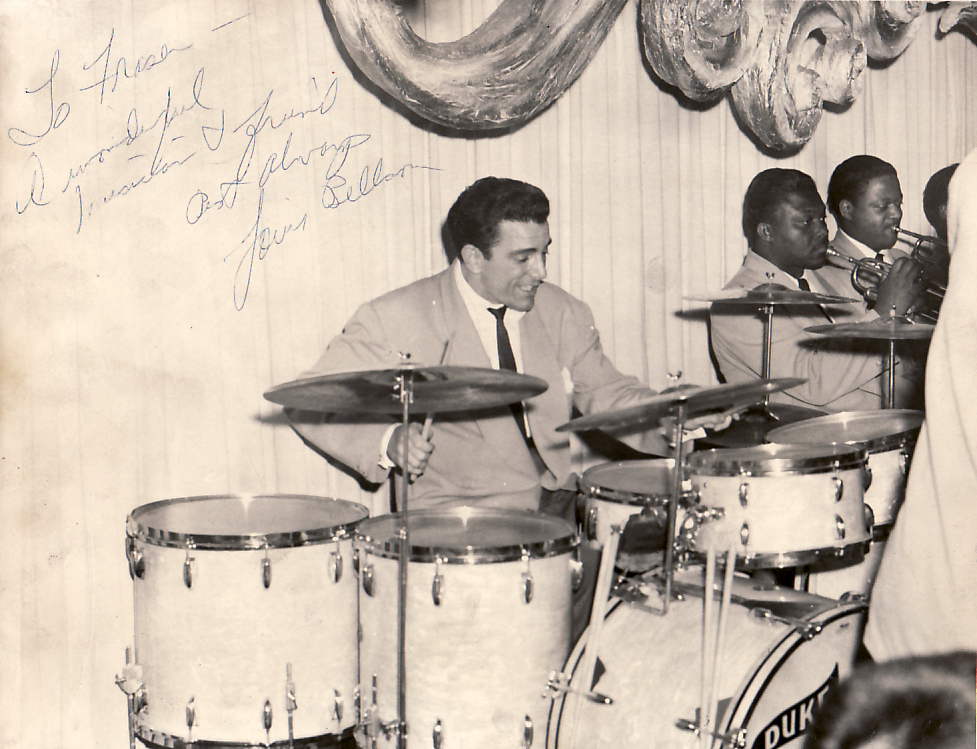
Louie Bellson l'any 1952.

L'any 1940, la signatura Gretsch va començar a construir models de bateries amb doble bombo, gràcies a la idea de Louie Bellson, i en aquesta dècada que començava, amb l'era del bebop, el paper del bombo a la bateria va evolucionar per passar a ser un element interactiu, marcant certs accents juntament amb la caixa. Els anteriors bombos de 28 polzades havien passat a ser substituïts per models més petits amb diàmetres de 20 i fins i tot 18 polzades. Fins al moment, els cascos es construïen d'una sola peça de fusta, i Gretsch va introduir un altre canvi important en el disseny de les bateries: l'ús de contraxapat.
Més tard, des de l'aparició del rock a mitjans de la dècada de 1950 van començar a usar-se una altra vegada bombos més grans, de 22 i 24 polzades, però sent aquest cop apagats o esmorteïts, per treure màxim rendiment a l'atac. Va sobrevenir per aquest llavors un redisseny radical de les ferramentes que acompanyaven els tom-toms i a altres instruments, per mantenir-los dins de l'abast del bateria, i aquests instruments auxiliars van començar-se a veure sobre el bombo, en lloc del seu costat. L'any 1965, Joseph Peters va registrar una patent d'un pedal amb el qual buscava poder utilitzar dues maces diferents en un mateix bombo; ell mateix explicava que: «per raons de limitació d'espai, de vegades no és factible usar dos bombos, de manera que l'ús de dues maces diferents en el mateix bombo sembla la solució més encertada.» Allan Simpson, l'any 1972, va patentar per la seva banda un altre pedal amb el qual era possible tocar dos bombos amb un sol peu. a partir de la dècada de 1980, si bé les pells seguien estant esmorteïdes, es va començar a admetre la ressonància, i se'n va anar afermant un diàmetre estàndard de 22 polzades. Modernament també és habitual l'ús de models de 18 polzades -principalment en entorns acústics i de jazz -, o de 20 polzades.

## So

Una de les possibles maneres de vibració d'una pell circular de tambor.

Una de les característiques principals del so d'aquest instrument és el seu to indefinit i gravíssim, si bé un intèrpret de bombo pot aconseguir una àmplia varietat de timbres, tons i matisos mitjançant determinades tècniques. Posseeix un gran espectre dinàmic, cosa que fa que la seva sonoritat sigui capaç d'abastar des d'un murmuri o sonoritat misteriosa (pianississimo) fins a un fortíssim estrèpit, la qual cosa pot usar-se per crear efectes de so com ara reforços rítmics, imitació de canons, trons, terratrèmols, etc. El compositor Walter Piston va afirmar, en el seu tractat d'orquestració, que «el poder sonor del bombo és més gran que el de qualsevol altre instrument de l'orquestra». per la seva banda, Cecil Forsyth va manifestar que «un únic cop profund i ressonant és suficient per produir una sensació de llunyania, de solemnitat, fins i tot de desolació desesperançada. És pràcticament impossible trobar una marxa fúnebre orquestral que no il·lustre aquest punt.» L'instrument és també capaç de produir altres timbres diversos, determinats per dues característiques principals: l'atac -o manera d'iniciar-se el so- i la ressonància -o vibració de l'instrument-. Entre els diferents elements dels quals un intèrpret pot ajudar s'inclouen la duresa o tipus de les maces, el canvi a una àrea de cop diferent (de la pell o casc), l'ús i posicionament d'una sordina, el tipus de sistema d'amortiment usat, l'elecció entre l'ús d'una pell natural o de plàstic, i fins i tot afinar la pell a un to determinat. Altres tècniques poden també incloure l'ús d'un pedal, o l'ocupació de diversos bombos simultàniament.
Mentre que en els bombos de marxa se sol obtenir un soroll sord, en l'orquestra es busca un so com "de tro baix". La mida i el pes de les maces a usar són relatius a la mida i tipus de bombo, de manera que els bombos simfònics es colpegen generalment amb una maça gran i suau, habitualment sostinguda amb la mà dreta, i prou pesada per provocar que vibri la gran caixa de ressonància de l'instrument. La tensió dels pegats ha de ser parella al llarg de tot el perímetre de les pells, i prou aflonjada, encara que permetent que el bombo produeixi un so ressonant. Si la pell es destensa massa, s'obté per contra un so tou i feble, sense cos tonal.
A causa que el so de l'instrument es projecta segons sigui l'orientació de les seves pells, és important que el bombo tingui la inclinació adequada per a una bona projecció del seu so. En els nostres dies, el bombo orquestral es col·loca normalment de forma que les pells queden en posició vertical però en angle, perquè el percussionista copegi des del costat. Si bé a vegades la pell es colpeja en una posició gairebé horitzontal, en aquesta posició la qualitat del so és més pobre a causa que les vibracions es reflecteixen a terra. A més, és convenient aïllar els sorolls que puguin existir derivats de la instal·lació de l'instrument; els suports on el bombo queda suspès ajuden a aïllar-lo de qualsevol altra superfície de contacte.

Àrees apropiades per al colpeig en un bombo. a 1. Interpretació general.
2. Staccato i cops de canó.
3. Redoblaments i efectes especials.

L'àrea que produeix millor un so càlid i melós i projecta tota la sonoritat i ressonància del bombo es troba lleugerament allunyada de centre de la pell. Depenent de la mida de l'instrument i del tipus de pell, aquesta àrea òptima per tocar pot trobar-se entre un i dos terços de la distància entre la vora i el centre de la pell, per la qual cosa el percussionista habitualment ha de localitzar la zona ideal de cop per prova i error. Per a una interpretació general cal evitar percudir a prop de la vora, ja que el to fonamental de l'instrument inclou les parts greus que s'escolten quan es colpeja el bombo prop de centre, mentre que si es colpeja a la vora, s'escolta el to propi de la pell. Quan cal una articulació dura i seca, es pot recórrer a l'amortiment de l'instrument, un ús de baquetes dures i el cop una mica més a prop de centre de la pell. Per a un so més indefinit amb més sobretons, l'àrea d'execució pot desplaçar-se més a prop de la vora de la pell.
L'ús de pells d'animal, les quals són habitualment apreciades per oferir una major qualitat de so que les de plàstic, encara és comú en tambors utilitzats en àmbit orquestral, principalment en timbals. No obstant això, al contrari que amb el timbal, del qual es desitja extreure un to definit, es cuida la construcció i afinació d'un bombo per evitar això. Els bombos simfònics poden produir diferents tons segons sigui la caixa de ressonància de l'instrument -és a dir, la seva mida-, però a la recerca de dissipar qualsevol impressió de to dels pegats poden ajustar-se a altures diferents, afinant ara el pegat de ressonància aproximadament un semitò més greu. Mitjançant l'ús de maces grans i suaus s'ajuda també a eliminar qualsevol rastre de to.
El bombo orquestral pot arribar a ser més utilitzat com una mena de timbal «super-contrabaix». El seu so en dinàmiques piano o pianissimo té una profunditat que queda lluny del registre que pot arribar a assolir un timbal, qualitat que Verdi va explotar en el «Mors stupebit» del seu  Rèquiem . D'altra banda, per dinàmiques majors, el bombo també és capaç de projectar un pes molt superior a què pot aconseguir el timbal, el que pot afegir un clímax addicional fins i tot quan els timbals ofereixen ia tot el seu potencial.

### Maces i baquetes

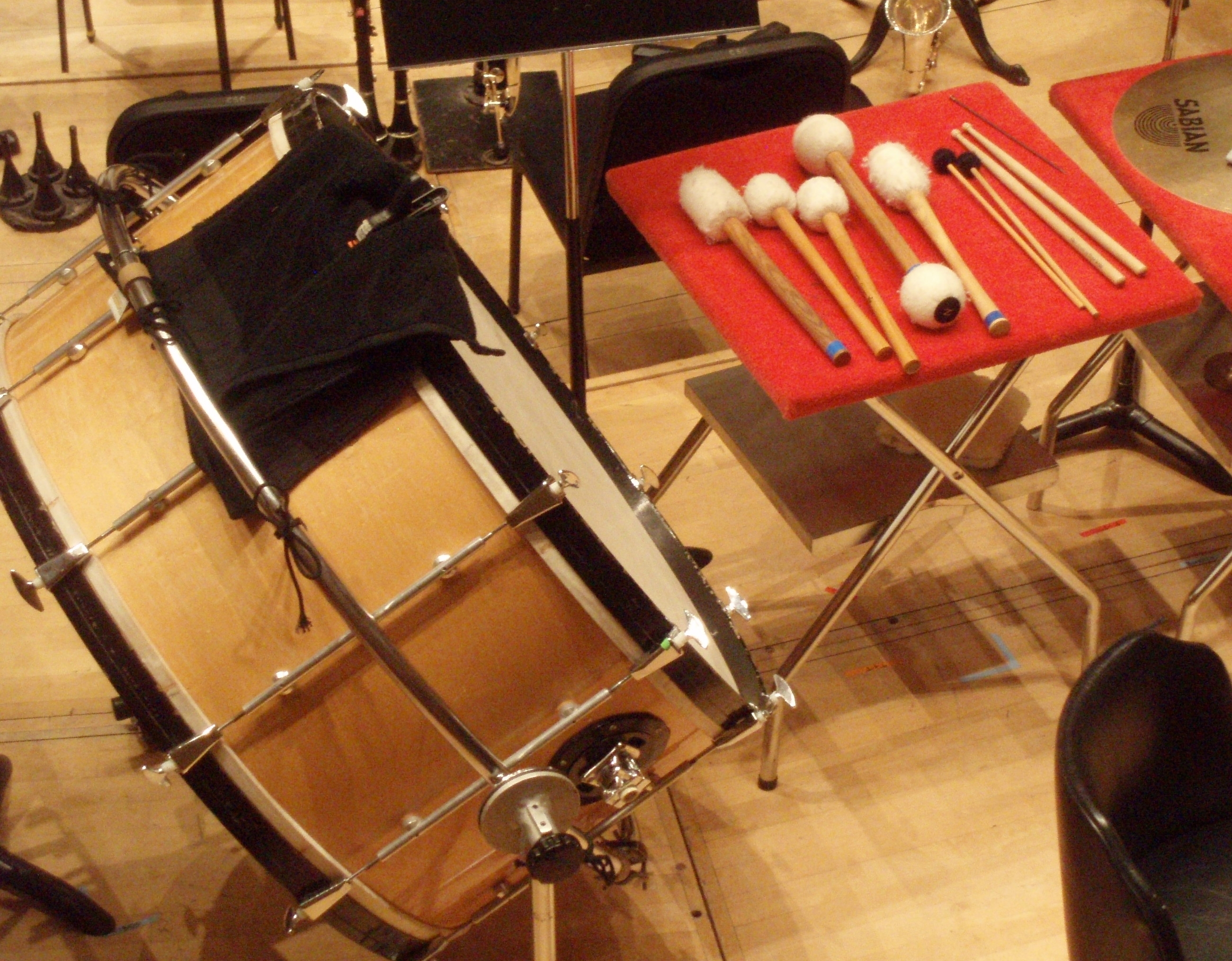
Un bombo amb drap com sordina, al costat de diverses maces per bombo i altres baquetes.

Com ja s'ha comentat, la mida i el pes de les maces a usar són relatius a la mida i tipus de bombo. Per colpejar la pell en un bombo orquestral s'empra una àmplia varietat de maces i baquetes de diferents mides, formes i materials, segons es busqui crear determinats matisos o efectes, si bé l'usual és utilitzar maces pròpies per bombo amb prou pes per produir un so adequat. No són habituals, però, les indicacions expresses sobre quina baqueta utilitzar, i és l'intèrpret qui sol decidir el tipus de maça que requereixi cada passatge; en general, l'ocupació de maces toves proporciona un so més melós i ric, mentre que les baquetes dures proporcionen més atac i precisió. Comunament, un conjunt bàsic de maces inclou una maça gran de feltre per a ús general, una parella de maces per redoblament, i una altra parella per sons articulats, com per exemple amb caps de feltre dur o de fusta recoberta amb pell girada.
Les maces per propòsit general són habitualment de mànec gruixut, amb uns 25 a 35 centímetres de llarg i de fusta -com carpí o faig -, i un cap de feltre dens la qual, amb uns 7 o 8 centímetres de diàmetre, és considerablement més gran i pesada que qualsevol per timbal. Les maces per bombo normalment són també rodones o el·líptiques i d'un sol cap, encara que s'usen així mateix maces dobles amb dos caps per a poder realitzar redobles a una mà, colpejant alternativament cada maça. Per a aquesta comesa també sol emprar una parella de maces de redoblament, lleugerament menors que les utilitzades per a propòsit general, amb mànecs més prims i feltre tou. Aquestes maces, les quals produeixen un so més exigu, també poden emprar-se per cops en matisos pianos. A vegades calen particularment baquetes de timbal per interpretar un redoblament, si bé el poc pes d'aquestes no les fa idònies en aquesta situació, i haurien de ser utilitzades únicament quan s'especifiqui, sigui per redoblament o altres usos com l'obtenció de determinats matisos, l'execució de ritmes complexos o passatges ràpids.
En general, per ritmes ràpids o passatges articulats i secs se solen utilitzar baquetes de feltre dur o de fusta recoberta. Les maces de feltre dur produeixen un timbre amb molt atac, encara que poc volum. Es poden emprar així mateix maces amb caps recobertes amb cuir, les quals produeixen un timbre dur; amb cap de fusta, per a un so resultant sec, enèrgic i sorollós, sent el seu atac audible de forma nítida; baquetes de caixa, el so és molt sec, dur, precís i sorollós, si bé són massa lleugeres perquè el bombo obtingui tota la seva ressonància; Com a exemples, el compositor Ígor Stravinski va requerir cops al bombo amb baquetes de caixa en la seva obra la consagració de la primavera (1913), així com Benjamin Britten a Peter Grimes (1945),  The Rape of Lucretia  (1946) i  Simfonia da Requiem  (1940). o baquetes de marimba o vibràfon, per produir un timbre dur però amb menys volum. Altres usos poden emprar baquetes, les quals poden obtenir sons com xiuxiuejos o brunzits; vergues, com les utilitzades amb la tècnica turca; i fins i tot els dits. Puccini indica fins i tot l'ús d'una baqueta de ferro (Bacchetta di ferro) en el seu  Madama Butterfly .

### So del bombo de pedal
El mètode de cop mitjançant un pedal no permet cap variació en l'entonació, el que provoca que els cops siguin monòtons i sonin més ben morts i secs. Sovint es fan servir fins i tot draps per esmorteir més el so, produït habitualment per maces amb cap rodó o quadrada, de feltre o fusta. Sobre la longitud del bombo, aquesta afecta més a la resposta que al so, sent els profunds més apropiats per aconseguir potència i volum, i els estrets per a contextos acústics.
Un factor crucial en la ressonància del bombo de pedal és l'actuació de la pell davantera, o pell ressonadora. Si bé la seva absència produeix nul·la ressonància, es pot aconseguir un major atac i projecció, la qual cosa en alguns estils de música pot arribar a ser apropiat. Per aconseguir un equilibri entre aquests factors s'han arribat a dissenyar pells ressonadores perforades. Seguint amb la tendència creixent de maximització de la ressonància des de la dècada de 1990, s'han dissenyat també sistemes com el «Woofer», o ressonador per bombo, consistent en un bombo addicional del mateix diàmetre però més estret que un tradicional, que es munta davant del bombo en què s'està tocant.

## Tècnica instrumental
En un bombo simfònic, el cop se sol executar mitjançant un moviment combinat d'avantbraç i canell dirigit cap a la pell, ja que un cop directe -en contraposició a un moviment circular o oblicu- produeix la màxima vibració i profunditat de to de la pell. Per a una interpretació general, un intèrpret de bombo orquestral sol romandre darrere de l'instrument, o lleugerament més a prop de la pell batedora, amb l'instrument posicionat en un angle de 45 graus o més. Per a un accés fàcil a les maces i baquetes és normalment necessària també alguna safata o estoig auxiliar. Les tècniques d'execució inclouen diferents tipus de cop com el legato o staccato, igual que efectes com redobles, apagat, cops a l'uníson o notes de gràcia.

### Legato
Es fa servir la paraula italiana legato per descriure el cop de bombo que produeix un so gran i timbre rodó. Això s'aconsegueix mitjançant l'ús d'una maça bastant gran que compti amb suficient pes per fer vibrar les pells de l'instrument sense causar un to dur i sec, ja que es busca produir un to càlid i melós sense un impacte marcat. Per dinàmiques suaus, s'utilitza un moviment bàsicament de canell, mentre que per a volums més forts s'utilitza també combinat un desplaçament de braç. És important acompanyar el moviment de la maça després del cop per permetre la pell ressonar i aconseguir un 'legato complet i sonor.

### Staccato

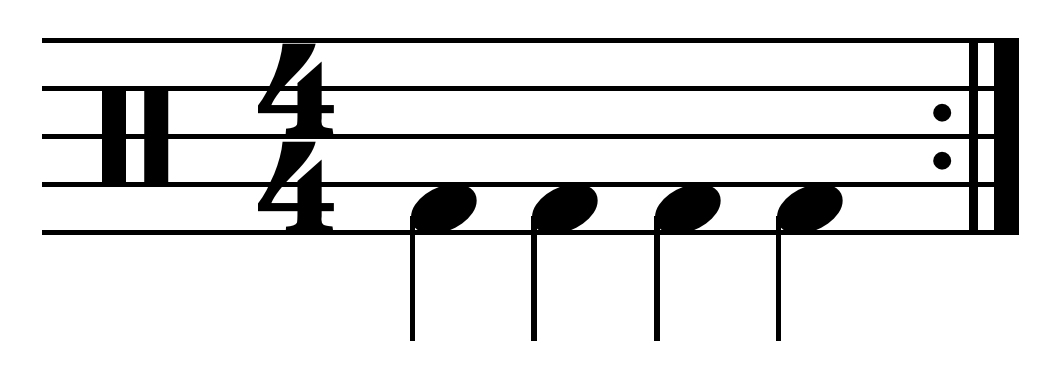
Típic ritme utilitzat pel bombo per mantenir el tempo.

Al contrari que el cop de legato, el qual crea un so pla i connectat, el cop de staccato crea un so net i sec, referit en italià com secco. Per a això s'utilitza una adherència més cenyida i un cop més directe i inclinat, utilitzant primordialment el canell. Amb l'ús d'aquest cop, el bombo pot mantenir un cop ferm i rítmic, la qual cosa és útil per mantenir un pols de marxa consistent. Aquesta és una de les principals funcions de l'instrument i els compositors es basen habitualment en aquest pols bàsic per ajudar a una agrupació a tocar amb precisió. Una altra de les funcions del staccato és la interpretació de passatges on s'hagi d'articular clarament, com per exemple per ritmes ràpids. L'ús d'una maça més dura amb un cap una mica més petita del que és habitual pot ajudar a reduir la ressonància i permet que el so es projecti. D'altra banda, per passatges rítmics, posicionar l'instrument de forma horitzontal pot ajudar també a obtenir un millor control dels ritmes.

### Redoble o trèmolo
Usualment, el redoblament és indicat amb un símbol de trèmolo o amb tres barres travessant la plica o sobre ella, i la seva funció és la de produir un so continuat. Per a un redoblament de bombo s'utilitzen comunament dues maces una mica més petites i lleugeres que les usades per cops simples, percudint-les alternativament a una velocitat que permeti el manteniment del so del bombo. Pot emprar una adherència tant tradicional com paral·lela, posicionant el cos de manera que les baquetes se situïn confortablement de manera equidistant respecte a centre de la pell. Un mètode pràctic i efectiu per executar redobles llargs és col·locar el bombo en una posició horitzontal. Antigament, el redoblament se solia executar fins i tot amb una única maça, colpejant aquesta amb el cap i l'extrem o amb una maça de dos caps, la qual cosa ajudava a alliberar una de les mans. En l'actualitat, si un intèrpret ha d'executar un redoblament amb una única mà pot optar també per subjectar dues maces en una mà amb una adherència similar al d'instruments de làmines com la marimba o el vibràfon. Per dinàmiques suaus es recomana tocar a prop de la vora de la pell, on s'aconsegueix un so més delicat i amb més harmònics, mentre que per a majors dinàmiques s'utilitza una zona més propera al centre.

### Apagat
Per notes de curta durada, o bé s'executen al centre de la pell -on les vibracions són més febles i la ressonància és menor- o bé són apagades, el que significa aturar la vibració dels pegats. El procediment per apagar la ressonància del bombo en notes seques i fortes és habitualment mitjançant la mà esquerra en la pell ressonant, i el genoll dret en la pell que és colpejada. Per a això el peu dret pot ser col·locat en un petit tamboret o al reposapeus del suport per bombo, el que eleva el genoll dret en una posició on poder descansar sobre la pell batedora i apagar-lo. En passatges rítmics, o per reduir la ressonància, és usual també l'ús d'un drap o similars en la pell batedora -sense cobrir la zona a colpejar-, el què produeix un timbre més dur i esmorteït. L'àrea coberta per la tela dependrà de la pell i de la mida de l'instrument, sent fins i tot a vegades esmorteïda també la pell ressonadora, o el bombo posicionat en posició horitzontal. Altres intents de reduir la ressonància del bombo han portat per exemple a la construcció de models de bombo amb un apagador intern, accionat amb pedal. Seguint aquesta idea, hi ha qui introdueix dins el casc objectes com papers amb l'objectiu d'ajudar a l'apagat, mentre que altres opten per adossar cinta adhesiva a la pell. No obstant això, aquestes últimes tècniques no són recomanables.
Així mateix, un factor que l'intèrpret ha de considerar és la longitud de les notes amb relació a la música, ja que sovint el que està escrit podria no ser exactament el que el compositor tenia al cap. De vegades els valors de les notes que es veuen són massa curtes en relació amb altres parts de vent, com si només estigués escrit l'atac del bombo, i s'ha de tenir en consideració si és apropiat deixar ressonar l'instrument una mica més abans d'apagar-lo. Per contra, quan els compositors volen indicar que una nota s'ha de sostenir o deixar-se sonar sense apagar, és habitual l'ús d'una línia corbada a continuació de la nota corresponent, o de l'abreujament L.V.

### Ús combinat de maces i notes de gràcia
Pot ser útil l'ús conjunt d'una maça normal i una baqueta més dura quan s'executen ritmes que combinen figures musicals típiques en els ritmes de bombo com negres o  blanques -els quals són més apropiats per tocar amb una maça tova- juntament amb mesures ràpides de corxeres i semicorxeres -on és més recomanable l'ús d'una maça dura. Per passatges que contenen notes de valors llargs és recomanable a més posicionar el bombo de forma vertical, ja que en posició horitzontal la pell inferior no projecta bé el so al trobar-se paral·lel a terra. En certs passatges on seria recomanable un canvi de maça, però no hi ha temps per a això, l'intèrpret ha de decidir quin tipus és el més apropiat per al passatge, però en general és millor utilitzar maces que permetin que els passatges més rítmics siguin interpretats de forma clara. L'execució de notes de gràcia es realitza amb dues baquetes dures, mitjançant cops simples i un ús del staccato per assegurar la claredat de cada nota de gràcia.

### Ús conjunt amb platet

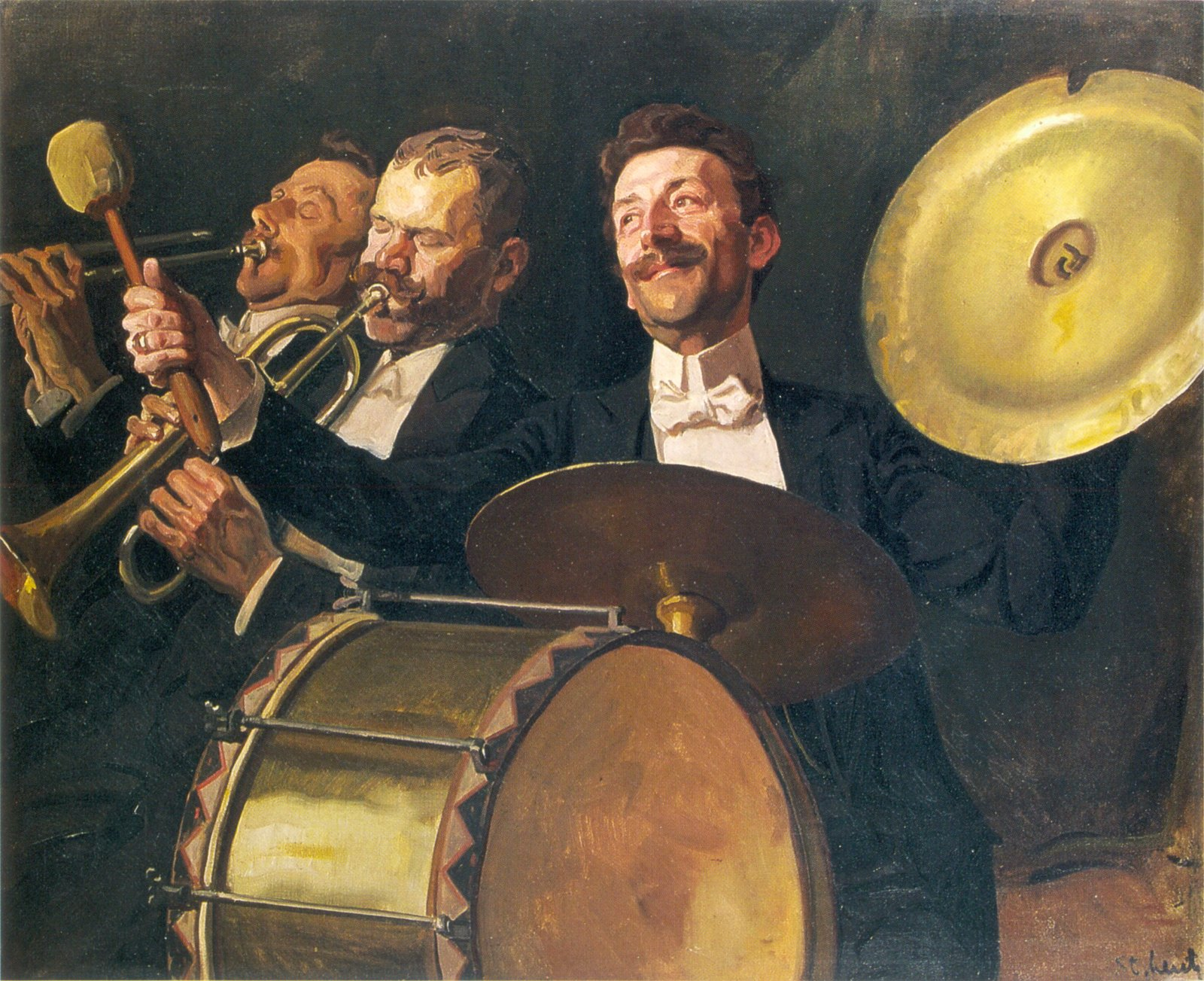
Pintura on es mostra un músic tocant bombo i platerets.

Des de l'època de les bandes geníssers, el bombo s'ha seguit utilitzant juntament amb els platets de xoc per marcar el ritme, la qual cosa ha deixat fins i tot en l'idioma locucions com «a so de bombo i platerets». Malgrat les queixes de Berlioz, algunes agrupacions com les bandes militars van seguir emprant en les seves actuacions i concerts un platet muntat en el casc del bombo mitjançant una espècie de casquet, per al seu ús conjunt per un únic músic. Aquest dispositiu garanteix una major coordinació entre els dos instruments, tot i que desmereix el so, especialment dels platerets, i també fa difícil apagar la pell de ressonància. La tècnica habitual utilitza per a això el genoll dret, mentre el plat superior s'apaga amb l'ajut del pit, i l'adherit al bombo amb la mà que sosté la maça. És comú a més l'ús d'una maça de dos caps, que permet l'intèrpret executar un trèmolo amb un moviment destre del canell. En orquestra, tot i que ja no és habitual la pràctica de muntar els dos instruments, ja que els platerets solen necessitar tota l'atenció de l'intèrpret, encara se segueix a vegades realitzant pel fet que alguns compositors requereixen explícitament això en les seves partitures, com per exemple en Petrushka, de Stravinski; o a la Simfonia núm. 1 de Mahler.
A les agrupacions musicals del Carnaval de Cadis, el bombo amb plats forma part al costat de caixa i guitarres, de la plantilla instrumental de comparses i xirigotes.
A l'Argentina, l'ús del 'bombo amb platerets es troba molt estès i és possiblement l'instrument més característic de la murga portenya. L'utilitza en celebracions populars com el carnaval i els partits de futbol, i particularment en els reclams socials i polítics.

### Bombo de pedal
Principalment, hi ha dues tècniques bàsiques per tocar el bombo de bateria: amb el taló a baix i amb el taló a dalt. Per a la primera d'elles el peu, col·locat sobre el pedal, provoca mitjançant un balanceig que la maça copegi la pell, i torna immediatament a la posició inicial -és a dir, el peu recolzat completament sobre el pedal-. Per a la segona tècnica, el taló es retira del pedal, i s'utilitza la punta del peu, el qual torna posteriorment a la posició inicial. D'aquesta manera, es poden obtenir cops més forts i articulats.
Sobre el mecanisme, quan el peu descansa sobre del 'pedal, la tensió de la molla hauria de ser l'apropiada perquè la maça no faci contacte amb el pegat; a major tensió, més ràpid i fort serà el rebot. A més, l'ús de dobles pedals, tocats sobre un bombo o dos, permet l'execució de fins a redobles.